# Iris (сингл Goo Goo Dolls)
Iris — пісня альтернативного рок-гурту Goo Goo Dolls. Спочатку написану для саундтрека фільму 1998 року Місто ангелів, пісню потім вставили в шостий альбом гурту Dizzy Up the Girl. «Iris», безперечно, був найбільшим успіхом Goo Goo Dolls, з якого почалася їхня світова популярність.
Назву пісні Iris вибрав вокаліст/гітарист Джонні Жезнік для Айріс ДеМент. Жезнік знайшов її ім'я під час перегортування журналу і подумав, що це гарне ім'я, тому прийняв його за назву пісні. Перед тим, у деякі шанувальники була гіпотеза на посилання на міфологічну фігуру  Іриди, посланки богів, мабуть тому, що ангели теж небезні протанці, а в фільмі Місто ангелів головний герой — ангел. Сингл очолив чарти Billboard Hot 100 Airplay, чарти пісень, які найбільше передавались по радіо в США, де він тримався 18 тижнів. Пісня ввійшла на перше місце також в Австралії і в Італії, і досягнула успіху в багатьох інших країнах. 
Пісню вставили в чарти «100 найкращих пісень останніх 25 років» .
Ронан Кітінг зробив 2006 року кавер пісні, який вставили в альбом Bring You Home.

## Відеокліп
Відеокліп пісні Iris зняла Ненсі Бардавіль за Crash Films і його вперше показали 11 травня 1998 року. В відеокліпі Goo Goo Dolls показані на даху хмарочоса, спостерігаючи за життям людей через телескоп. Кілька разів через об'єктив показують актора Ніколаса Кейджа в деякий сценах фільму. Дійсно, тема відеокліпу відзеркалює те, що ангели роблять у фільмі.

## Переклад українською
Еквіритмічний переклад українською було оприлюднено 22 березня 2025 року Пузиренком Олександром.

## Чарти
| Чарт            | Місце |
| --------------- | ----- |
| Австрія         | 1     |
| Бельгія         | 3     |
| Велика Британія | 26    |
| Італія          | 1     |
| Канада          | 1     |
| Нідерланди      | 9     |
| Норвегія        | 16    |
| Швеція          | 34    |
| США             | 8     |

## Note
1. ↑  VH1's '100 Greatest Songs of the Past 25 Years' - smh.com.au. Архів оригіналу за 9 червня 2009. Процитовано 27 липня 2012.
2. ↑  Пузиренко, Олександр Юрійович (22 березня 2025). “Айрíс”. drukarnia.com.ua.